# Dash Berlin
Dash Berlin est un projet néerlandais de musique trance, créé en 2007 et originaire de La Haye (Hollande-Méridionale). Le trio est composé de  Jeffrey Sutorius, Eelke Kalberg et Sebastiaan Molijn. Ces deux derniers sont issus du groupe dissous Alice DeeJay. Sutorius est le chanteur, disc jockey, leader et producteur du groupe. Sur scène, il apparaît toujours seul. Kalberg et Molijn préparent les diverses autres activités du projet. Dash Berlin est classé dix-septième meilleur DJ selon le DJ Mag en 2016 .

## Biographie

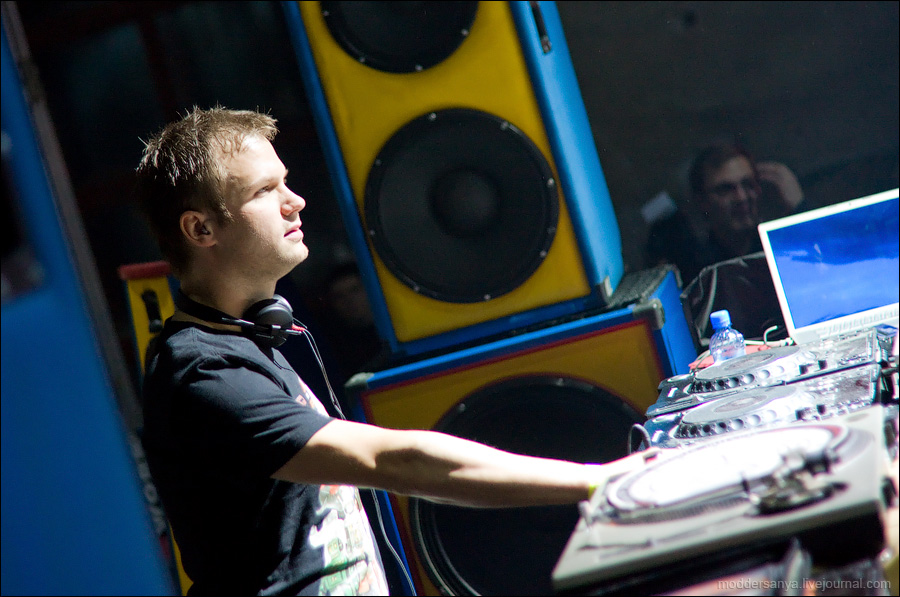
Performance en 2010 à Moscou.

Dash Berlin est formé par Jeffrey Sutorius (né le 8 novembre 1979 à La Haye, aux Pays-Bas) et ses proches amis, Kalberg et Molijn en 2007. Le projet se popularise au début de 2007 avec la publication du single Till the Sky Falls Down. La chanson atteint les classements musicaux internationaux, incluant les classements néerlandais pendant deux semaines.
En 2010, Dash Berlin est nommé dans la catégorie de « meilleur DJ européen » à l'IDMA et atteint la quinzième place du DJ Mag Top 100. Il remporte le DJ Mag Top 100 Award dans la catégorie « nouvel arrivant », lors d'une soirée au Ministry of Sound de Londres, animé par Boy George. Le 20 octobre 2011, DJ Magazine annonce les résultats de leur classement annuel du Top 100 pour la toute première fois à Amsterdam, aux Pays-Bas, et Dash Berlin y est classé huitième.

## Discographie

### Albums studio
- 2009 : The New Daylight
- 2010 : The New Daylight (The Remixes)
- 2012 : #musicislife
- 2013 : #musicislife (#deluxe)
- 2014 : We Are (Part 1)
- 2017 : We Are (Part 2)

### Singles
| Titre                                                     | Année | Meilleure position | Meilleure position | Album            |
| Titre                                                     | Année | NED                | BEL (Vl)           | Album            |
| --------------------------------------------------------- | ----- | ------------------ | ------------------ | ---------------- |
| Till the Sky Falls Down                                   | 2007  | 36                 | —                  | The New Daylight |
| Man on the Run (avec Cerf, Mitiska et Jaren)              | 2009  | 93                 | —                  | The New Daylight |
| Waiting (avec Emma Hewitt)                                | 2009  | —                  | 25                 | The New Daylight |
| Never Cry Again                                           | 2010  | —                  | —                  | The New Daylight |
| Janeiro (avec Solid Sessions)                             | 2010  | —                  | —                  | The New Daylight |
| Better Half of Me (avec Jonathan Mendelsohn)              | 2011  | —                  | —                  | #musicislife     |
| Disarm Yourself (avec Emma Hewitt)                        | 2011  | —                  | —                  | #musicislife     |
| Go It Alone (avec Sarah Howells)                          | 2012  | —                  | —                  | #musicislife     |
| World Falls Apart (avec Jonathan Mendelsohn)              | 2012  | —                  | —                  | #musicislife     |
| When You Were Around (avec Kate Walsh)                    | 2012  | —                  | —                  | #musicislife     |
| Like Spinning Plates (avec Emma Hewitt)                   | 2012  | —                  | —                  | #musicislife     |
| Silence in Your Heart (avec Chris Madin)                  | 2012  | —                  | —                  | #musicislife     |
| Fool for Life (avec Chris Madin)                          | 2013  | —                  | —                  | #musicislife     |
| Somehow (avec 3LAU et Bright Lights)                      | 2014  | —                  | —                  | We Are (Part 1)  |
| Here Tonight (avec Jay Cosmic et Collin McLoughlin)       | 2014  | —                  | —                  | We Are (Part 1)  |
| Earth Meets Water (avec Rigby)                            | 2014  | —                  | —                  | We Are (Part 1)  |
| Shelter (avec Roxanne Emery)                              | 2014  | —                  | —                  | We Are (Part 1)  |
| Never Let You Go (avec John Dahlbäck et Bullysongs)       | 2014  | —                  | —                  | We Are (Part 1)  |
| Waiting (Dash Berlin Miami 2015 Remix) (avec Emma Hewitt) | 2015  | —                  | —                  |                  |
| This is Who We Are (avec Syzz)                            | 2015  | —                  | —                  | We Are (Part 2)  |
| Yesterday I Gone (avec DubVision et Jonny Rose)           | 2015  | —                  | —                  | We Are (Part 2)  |
| I Take Care (avec Clément BCX)                            | 2015  | —                  | —                  | We Are (Part 2)  |
| Gold (avec DBSTF, Jake Reese, Waka Flocka et DJ Whoo Kid) | 2016  | —                  | —                  | We Are (Part 2)  |
| Without the Sun (avec Luca Perra)                         | 2016  | —                  | —                  | We Are (Part 2)  |
| Heaven (avec Do)                                          | 2016  | —                  | —                  | We Are (Part 2)  |
| Listen To Your Heart (avec Christina Novelli)             | 2017  | —                  | —                  | We Are (Part 2)  |
| Save Myself (avec DBSTF et Josie Nelson)                  | 2018  | —                  | —                  |                  |
| « — » montre qu'aucun single n'est classé dans ce pays.   |       |                    |                    |                  |